# پسر خوشتیپ و جونگ اوم
پسر خوشتیپ و جونگ اوم (انگلیسی: The Undateables؛ کره‌ای: 훈남정음) یک مجموعه تلویزیونی کره جنوبی سال ۲۰۱۸ با بازی نام گونگ مین و هوانگ جونگ ایوم است. این سریال از ۲۳ مه تا ۱۹ ژوئیه ۲۰۱۸، چهارشنبه و پنجشنبه‌ها ساعت ۲۲ (به وقت کره جنوبی) از اس‌بی‌اس برای ۳۲ قسمت پخش شد.

## تولید
- اولین جلسه فیلمنامه‌خوانی در ۲ آوریل ۲۰۱۸ در مرکز تولید اس‌بی‌اس ایلسان در تانهیون، کره جنوبی برگزار شد.[۲]

- فیلمبرداری از اوایل آوریل آغاز شد.[۳]

- یک کنفرانس مطبوعاتی در ۷ ژوئن ۲۰۱۸ در مرکز تولید اس‌بی‌اس ایبسان در تانهیون، کره جنوبی برگزار شد.[۴]